# Арбітр (футбол)

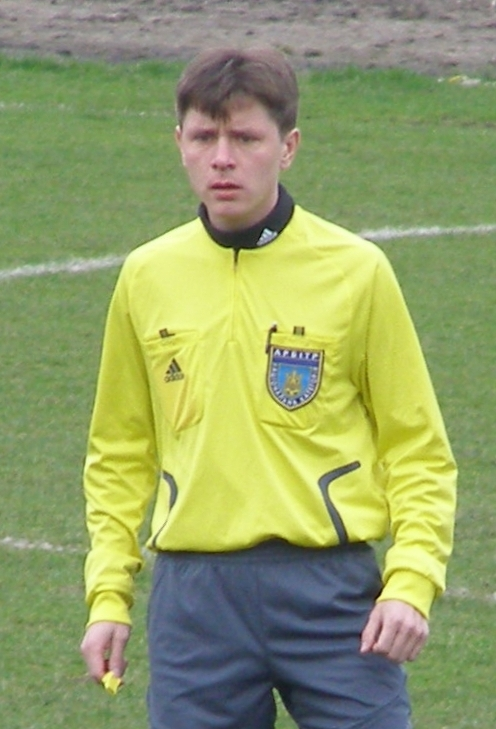
Дмитро Жуков з емблемою АРБІТР ФФУ

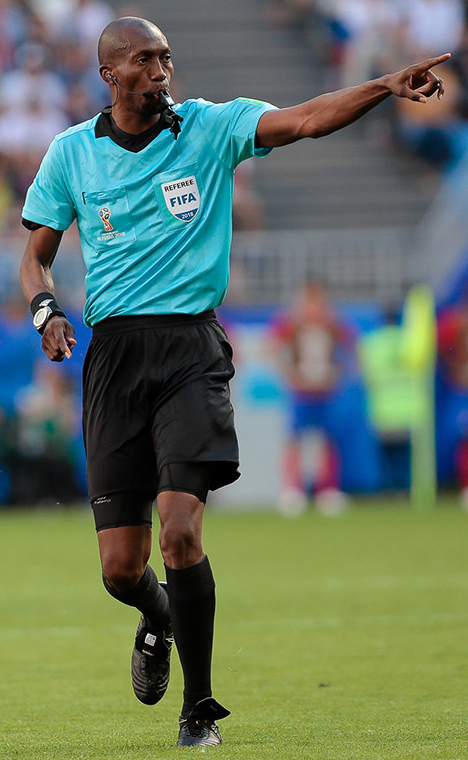
Маланг Д'єдью з емблемою РЕФЕРІ ФІФА (Арбітр ФІФА)

На схемі позначено рух і місцезнаходження арбітра "у полі" (червоним), світло-голубим - помічників арбітра одночасно і стосовно центральної лінії

Арбітр (англ. referee, ре́фері; фр. arbitre, арбі́тр) — людина на полі, покликана стежити за тим, щоб футбольний матч проходив відповідно до правил і має для цього відповідні повноваження. Його права і обов'язки описані Правилом 5. Арбітр. Арбітр є «офіційною особою матчу» і очолює «бригаду» головного арбітра. Щоб виокремити його від інших абітрів, його називають основним або головним, а також «арбітр у полі». «Офіційна особа матчу» не є тотожним поняттю «офіційна особа».
Слід зауважити, що позаяк в деяких інших країнах (у РФ, приміром), де для людини, яка вирішує спірні питання, використовується загальний термін «суддя» (так і в розмовній мові в Україні, як боковий суддя, судді на лініях), в Україні спортивний (футбольний) арбітр не має тої юридичної сили, що «людина в мантії» (суддя).

## Повноваження арбітра

### Обов'язки
- контролювати дотримання правил гри;
- контролювати хід матчу, стежити за часом гри;
- забезпечити відповідність використовуваних м'ячів вимогам Правила 2;
- забезпечити відповідність екіпіровки гравців вимогам Правила 4;
- у разі кровотечі у гравця повинен забезпечити, щоб той покинув поле. Гравець може повернутися на поле тільки по сигналу судді, що переконався в тому, що кровотеча зупинена;
- забезпечити відсутність на полі сторонніх осіб;
- надати відповідним органам рапорт про матч, що включає інформацію про всі вжиті дисциплінарні заходи відносно гравців і/або офіційних осіб команд, а також про всі інші інциденти, що відбулися до матчу, під час або після нього.

### Права
Арбітр має право:
- радитися по ходу матчу з помічниками і, там де необхідно, з резервним арбітром;
- зупинити, тимчасово перервати або припинити зовсім матч за порушення правил;
- зупинити, тимчасово перервати або припинити зовсім матч за сторонніх втручань;
- зупинити матч, якщо, на його думку, гравець отримав серйозну травму, і забезпечити його відхід/винесення за межі поля;
- продовжити гру, коли команда, проти якої було здійснено порушення, отримує вигоду від такої переваги (наприклад залишається з м'ячем), і карає первинне порушення, якщо перевагою, що передбачалася, в той момент не скористалися;
- вживати дисциплінарні заходи до гравців, винних в порушеннях, шляхом покарання попередженням або видаленням. Він не зобов'язаний вживати такі заходи негайно, але повинен зробити це, щойно м'яч вийде з гри;
- вживати заходи відносно офіційних осіб команд, що ведуть себе некоректно, і може на свій розсуд видалити їх з поля і прилеглих до поля зон.

### Рапорт арбітра
Рапорт арбітра офіційний документ, у якому арбітром записано учасників, зафіксовано остаточний результат, перебіг подій матчу і кваліфіковано ним дотримання учасниками та офіційними особами Правил гри та регламентних норм до, під час та після проведення матчу. В українському футболі рапорт арбітра подається паралельно з рапортами директора матча і, окремо, спостерігача арбітражу.

### «Бригада» головного арбітра
«Бригада» головного арбітра або «бригада» арбітрів матчу включає у собі усіх осіб ідентифікованих як арбітр, польових і відеотехнічних «офіційних осіб матчу». До польових «офіційних осіб матчу» належать арбітр, його помічники (асистенти), четвертий арбітр, резервний помічник  (асистент) арбітра, додаткові асистенти арбітра. До відеотехнічних «офіційних осіб матчу» належать відеоасистент арбітра і його помічник(и). Очолює «бригаду» головний арбітр матчу.

## Форма
Арбітр, його помічники і резервний мусять виступати в екіпіруванні, яке відрізняє їх за кольором від гравців обох команд і воротарів. Як правило, першими колір форми вибирають команди, потім рефері, а після них воротарі. У всієї бригади арбітра уніформа однакова. Екіпіровку арбітрам виробляють з спеціальної синтетичної тканини, яка виводить піт і зберігає комфортну температуру тіла. На відмінну від форми гравців, на футболці арбітрів є кишені. ФІФА дозволяє арбітрам носити 5 кольорів — чорний, червоний, жовтий, зелений і синій. А ось шорти, гетри і взуття мусять бути чорними.
Екіпіровка арбітра не дозволяє носіння головних уборів за винятком обов'язкового покриття з релігійних причин. Сонцезахисні окуляри також неприпустимі. Вони створюють бар'єр для зорового контакту з гравцями, а також створюють ілюзію кволого зору. Арбітрам забороняється носити ювелірні прикраси і електроні засоби.
Окрім карток, блокноту і свистка рефері беруть з собою на гру годинник, монетку для вирішення спорів, гарнітуру для спілкування з помічниками, яка працює по типу рації. В деяких чемпіонатах арбітри також використовують спрей, що наносить зникаючу фарбу. Арбітр мусить мати мінімум чотири обов'язкові форми оснащення (інвентар), серед яких свисток(ки), годинник(и), картки (попередження і вилучення) і записну книжку (або інші форми ведення обліку матчу).

### Жестикулювання
Арбітр має чітко регламентовані форми жестикулювання, кожне з яких використовується з застосуванням звукового сигналізування за допомогою свистка. Всі жестикулювання арбітра чітко прописані у футбольних правилах.

## Рішення арбітра і дисциплінарні заходи
| |  |  |
| Арбітр показує жовту картку щоб попередити гравця, а червону щоб вилучити гравця. Кольорові картки були введені Кеном Астоном, колишнім головою суддівського комітету ФіФА |  |  |

Головний арбітр контролює дотримання правил гри у футбол, а також порядком на стадіоні. Для контролю за порядком поза межами футбольного поля арбітр частіше всього покладається на своїх помічників з бригади арбітрів і окремих офіційних осіб матчу. Головний арбітр також контролює час матчу включно чи починати або ні і коли матч закінчено. Для цього арбітр оснащенний ручним годинником, свистком і набором дисциплінарних карток. Набір карток складається з двох, жовтої для попередження і червоної - вилучення з гри (полишити поле матчу).
Рішення арбітра є остаточними і під час гри не переглядаються. Він сам може змінити рішення, якщо ще не відновив гру.
Для подачі скарг на дії суддів існує регламент змагання і спеціальні комітети, що розглядають дані питання.
За незначні порушення арбітр може усно попередити без використання дисциплінарних карток.

### Попередження
Попередження та їх наслідки у вигляді відсторонення, отримані в матчах одних змагань, не переносяться до інших, якщо це не визначено регламентом змагань або органом, який проводить змагання, не прийнято іншого рішення.
Два попередження (дві жовті картки), отримані під час одного матчу, призводять до вилучення (червона картка) та, відповідно, до автоматичного відсторонення від гри в наступному матчі. Два попередження (дві жовті картки), що тягнуть за собою вилучення – поглинаються вилученням (до обліку не беруться, а рахуються як одна червона картка).
За кожні 4 жовті картки, отримані футболістом у матчах Всеукраїнських змагань з футболу, здійснюється відсторонення на 1 матч. За кожні 2 жовті картки, отримані футболістом у різних матчах Кубку України з футболу, здійснюється відсторонення на 1 матч. Якщо футболіста вилучено з поля, попередження, раніше отримане ним у цьому ж матчі, – зберігає чинність. Якщо матч переграється, попередження, отримані в ньому футболістами, скасовуються. Якщо матч не переграється, попередження, отримані в ньому футболістами, не 
скасовуються. Попередження, отримані футболістами в матчі, де згодом зараховується поразка однієї з команд, не скасовуються.
Попередження та відсторонення за отримані жовті картки в матчах переносяться з одного кола змагань до іншого та втрачають силу після завершення сезону. Попередження та відсторонення за жовті картки, отримані у ході одного сезону, не переносяться при переході футболіста з однієї асоціації (ліги), яка проводить змагання в Україні, до іншої.

## Окремі офіційні особи матчу
До окремих офіційних осіб матчу належать директор матчу, офіцер безпеки, спостерігач арбітражу. Ці люди, які не керуються арбітром на пряму, допомагать йому і його помічникам у проведенні матчу і дотриманні громатського порядку і безпеки.

### Спостерігач арбітражу
Спостерігач арбітражу є офіційним представником Комітету арбітрів Українській Асоціації Футболу (КА УАФ), на якого покладені обов'язки з надання арбітру, асистентам арбітра, четвертому арбітру (офіційні особи матчу), відео асистенту арбітра та помічнику відео асистента арбітра (відеотехнічні офіційні особи матчу) будь-якої організаційної та методичної допомоги, обговорення арбітражу матчу з порадами для удосконалювання у майбутньому, оцінки якості арбітражу матчу на основі безпосереднього візуального спостереження та надання КА УАФ звітів з оцінками щодо дій бригади арбітрів при дотриманні принципів чесності, об'єктивності і справедливості. Спостерігач оцінює дії арбітрів в незалежній та нейтральній манері. Він враховує лише ті факти, що бачить сам, і не піддається впливу третіх осіб.
Спостерігач арбітражу, як правило, не рекомендується входити до роздягалень арбітрів під час перерв між першим та другим таймом і додаткового часу, за виключенням тих випадків, коли для цього існують надзвичайно серйозні підстави. Після матчу спостерігач арбітражу повинен проаналізувати разом з арбітрами їхні дії в спокійній сприятливій обстановці. У процесі аналізу спостерігач арбітражу повинен зазначити позитивні і негативні аспекти діяльності арбітрів, які він потім зазначить у своєму Рапорті, де повинен дати КА УАФ конкретне і точне уявлення про дії арбітра в проведеному матчі за відповідними критеріями. Немає необхідності під час дискусії повідомляти оцінки арбітрам.